# Пристанище Нови Сад
Пристанище Нови Сад (на сръбски: Лука Нови Сад) е товарно и пътническо пристанище на река Дунав в Нови Сад, Сърбия.

## История
Пристанище Нови Сад е създадено през 1982 г. и след две години се превръща в международно речно пристанище.
Към 2015 г. пристанище Нови Сад е единственото пристанище в Сърбия, което е държавна собственост, докато други 11 пристанища са приватизирани. Оттогава то има няколко неуспешни опита за приватизацията му. През 2016 г. пристанището прави исторически оборот с висок показател за товари – 1,18 милиона тона, най-много от всяко пристанище в Сърбия.
През март 2019 г. правителството на Сърбия приема офертата за търг на „P&O Ports“ за експлоатация на пристанището за 7,99 милиона евро.
На 11 май споразумението е финализирано и по този начин „P&O Ports“ получава 25–годишна концесия над пристанището.